# Украина.ру
Украина.ру — российское государственное интернет-издание, начавшее работу 18 июня 2014 года. Принадлежит информационному агентству «Россия сегодня». Выдавая себя за украинское СМИ, транслирует официальную позицию РФ в вопросах Украины, дискредитирует Украину и многократно уличалось в распространении фальшивых новостей и использовании языка вражды в своих материалах.

## История
14 мая 2014 года МИА «Россия сегодня» сообщило о скором запуске информационно-аналитического издания «Украина.ру», презентация которого состоялась 18 июня 2014 года. СМИ возглавила украинская журналистка Алёна Березовская.
Согласно РИА Новости, к октябрю 2014 года среднее количество ежедневных просмотров сайта равнялось 200 тысячам, аудитория составляла 40 тысяч. человек, а в социальных сетях было 24 тыс. подписчиков.
В мае 2016 года главным редактором сайта стал российский журналист Искандер Хисамов, до этого проработавший в ряде украинских СМИ (местная версия Эксперта, издания Мультимедиа-инвест групп, сайт Страна.ua).

## Редакция
К моменту запуска в Украине.ру работало 10 человек. С изданием в разное время сотрудничали журналисты Марина Ахмедова, Андрей Бабицкий, Ростислав Ищенко, Юрий Кот и Александр Чаленко.
Свои колонки на сайте публиковали экс-чиновники Украины во времена президентства Виктора Януковича (вроде Елены Лукаш, Александра Клименко, Николая Азарова), представители Оппозиционного блока, Партии Регионов и Союза левых сил.

### Редакционная политика
Украина.ру транслирует официальную позицию РФ в вопросах Украины. Издание перепечатывает негативно описывающие Украину новости российских СМИ. В своём Телеграм-канале унижает украинцев, в том числе женщин-жертв насилия. Репостил призывы вешать защитников Мариуполя на улицах, "прикрепив им на грудь таблички «Я бандеровец» — так, как поступали фашисты с советскими партизанами. Политика сайта позиционировалась как «альтернативная точка зрения о ситуации на Украине, кардинально отличающаяся от той, которая доминирует в украинских и западных СМИ», которые руководство Украины.ру обвиняло в «однобокости и необъективности». Также были обещаны дискуссии и обмен мнениями об Украине в связи с произошедшим там политическим кризисом. Особое внимание уделялось вооружённом конфликту на востоке страны. Также издание заявляло целями «укрепить нашу дружбу, наши народы, возродить нашу историю и действительно вернуть то, что нас объединяет».

## Оценки
Ряд СМИ, а также фактчекинговые сайты многократно уличали «Украину.ру» в распространении фальшивых новостей и использовании языка вражды в своих материалах. Кроме того, изданием «Радио Свобода» было отмечено: несмотря на то, что «Украина.ру» позиционирует себя украинским СМИ и содержит слово «Украина» в своём названии, оно было создано и принадлежит российскому государственному агентству «Россия сегодня», а его деятельность в основном направлена на дискредитацию Украины. Такую же оценку работе «Украины.ру» даёт и «The Insider».

## Санкции и ограничения
16 сентября 2015 года президент Украины Пётр Порошенко подписал указ о введение в действие решения СНБО, которое, среди прочего, предусматривает заморозку всех активов Алёны Березовской, являющейся на тот момент главным редактором «Украины.ру».
23 марта 2021 года президент Украины Владимир Зеленский ввёл в действие решение СНБО, которое предусматривает блокировку украинскими интернет-провайдерами доступа к «Украине.ру» и ряду других ресурсов, придерживающихся аналогичной редакционной политики.
3 февраля 2023 года Украина.ру была внесена в санкционные списки Канады как часть медиахолдинга «Россия сегодня».

## Инциденты
29 января 2015 года «Украина.ру» опубликовала колонку Михаила Пасичныка о связи президента Украины Петра Порошенко с Сатаной, с которым политик «подписал договор». Материал был удалён после проявления к нему интереса со стороны других СМИ.
21 марта 2019 года сотрудниками СБУ была задержана гражданка Молдавии и России Маргарита Бондарь. Девушка проживала в Киеве, работала координатором в «Группе мониторинга прав национальных меньшинств» и публиковалась в изданиях «Нігіліст» и «Спільне». Однако в течение 2018 года также публиковалась в «Украине.ру» под псевдонимом «Рима Войсток», её последним материалом стала статья «Вам не страшно? Нацисты XXI века прошли маршем по улицам Киева». Согласно заключению Министерства культуры Украины, содержание её публикаций «способствует инспирации межнациональной и межэтнической розни, дестабилизации общественно-политической обстановки». Своё сотрудничество с «Украиной.ру» Бондарь объяснила финансовыми проблемами. 27 марта 2019 года Маргарита Бондарь была выдворена из Украины с запретом на въезд сроком на три года.
23 сентября 2020 года в Алматы по подозрению в совершении правонарушения по статье 174 Уголовного кодекса Казахстана был задержан блогер Ермек Тайчибеков. Поводом для задержания стало интервью Тайчибекова «Украине.ру» от 28 мая 2020 года, в котором он уничижительно высказывался о казахах и Казахстане, критиковал государственную языковую политику, а также возлагал на казахстанские власти ответственность за межэтнические конфликты в стране. 19 августа 2021 года cуд Ауэзовского района Алма-Аты приговорил Ермека Тайчибекова к семи годам колонии строгого режима. Это стало второй его судимостью по данной статье.